# Lý Huyền Bá
Lý Huyền Bá (chữ Hán: 李玄霸; 21/1/598 - 614) còn gọi là Lý Nguyên Bá (chữ Hán 李元霸), tự Đại Đức (大德), con thứ ba của Đường Cao tổ Lý Uyên, được phong là Vệ Hoài vương. Năm thứ 10 Đại Nghiệp nhà Tùy (614), tương truyền rằng lúc đó Huyền Bá ngoài ý muốn ngã ngựa mà chết, lúc chết 16 tuổi, chưa có con cái. "Tân Đường Thư", liệt truyện thứ 4, "Cao Tổ chư tử" viết: Vệ Hoài vương Huyền Bá tên chữ là Đại Đức, thuở nhỏ khôn khéo. Năm thứ 10 Đại Nghiệp hoăng, 16 tuổi, không con. Năm đầu Vũ Đức, được truy phong tước vương và tên thụy, lại tặng Tần Châu tổng quản, Tư không. Sau đó, lấy Lý Thái, con trai thứ tư của nhị ca Tần vương Lý Thế Dân, làm con thừa tự. Sau khi Lý Thế Dân kế vị là Đường Thái tông, Lý Thái lại quay về làm hoàng tử của Thái tông, được phong là Việt vương. Đường Thái tông lại lấy Lý Bảo Định con trai của Tây Bình vương Lý Quỳnh làm con thừa tự (của Huyền Bá). Sau Lý Bảo Định chết cũng không có con, thì tước phong của Lý Huyền Bá cũng bị tước bỏ.

## Tranh cãi về tên họ
Lý Huyền Bá là nhân vật thường xuất hiện trong tiểu thuyết, hý kịch, truyện kể, trải qua nhiều triều đại, bị ảnh hưởng bởi kỵ húy của từng thời kỳ nên có khi được gọi là Lý Huyền Bá, đôi khi lại là Lý Nguyên Bá.
Chữ "nguyên", "huyền" là chữ thông dụng trong tiếng Hán, nên hay trùng với chữ kỵ húy như Triệu Huyền Lãng (theo truyền thuyết là tổ tiên của hoàng thất nhà Tống), Chu Nguyên Chương (Minh Hồng Vũ), Huyền Diệp (Thanh Khang Hy)... Nhưng dựa theo tên chính xác của Lý Nguyên Cát (con thứ tư của Lý Uyên) thì "Lý Nguyên Bá" có vẻ chính xác nhất. Tống Chân Tông được tiên nhân Triệu Huyền Lãng báo mộng, tự xưng là tổ tiên của hoàng thất nhà Tống, nên từ thời Tống về sau kỵ húy chữ "huyền", từ đó Lý Huyền Bá chuyển thành Lý Nguyên Bá.
Nhưng lại có một số điển tịch ngược lại, lại kỵ húy chữ "nguyên", sửa thành chữ "huyền", cho nên con trai thứ ba của Lý Uyên trong "Tân Đường Thư" thời Tống được ghi là "Huyền Bá", nhưng trong "Toàn Đường văn" lại ghi là "Nguyên Bá" ("Toàn Đường văn" không hề kỵ húy chữ "huyền" của "Huyền Diệp" vì vẫn ghi đúng tên Phòng Huyền Linh nên không có lý do sửa tên "Huyền Bá" thành "Nguyên Bá"). Thời Tống lại có "Đường đại chiếu lệnh tập", trong quyển 39 ghi "Con trai thứ ba của hoàng đế được truy phong là Vệ vương".

## Trong văn học
Trong tiểu thuyết "Thuyết Đường", Lý Nguyên Bá sức mạnh vô cùng, không ai địch lại. Sau khi giết Vũ Văn Thành Đô, cầm song chùy ném lên trời, bị chùy rơi trúng đầu mà chết, cũng có ghi chép rằng Nguyên Bá cùng Thành Đô đều là thiên thần đầu thai, nên mới có báo ứng. Lại có dị bản chép, Lý Nguyên Bá từ Ngõa Cương rút quân về, gặp phải dông tố, hay tay nâng chùy chửi trời, bị sét đánh chết. Lại có ghi chép là bị sư phụ Thành Đô là Ngư Câu La giết chết.
Trong "Hưng Đường truyện", Lý Nguyên Bá là kim chùy tướng trong bát đại chùy, vũ khí là Lôi cổ úng kim chùy.